# 帕恰狗
帕恰狗，香港叫PC狗/PC Dog，是三麗鷗一隻白皮膚黑耳朵的狗造型的男性卡通形象，於1989年2月29日誕生，初代設計師為大上稔，現任設計師是伊藤康二，伊藤康二也是貝克鴨（Pekkle duck）和可樂鈴設計師。

## 資料
- 名稱：Pochacco（日語：ポチャッコ）（帕恰狗）
- 生日：1989/2/29
- 物種：狗
- 生肖：蛇
- 性別：男
- 星座：雙魚座
- 出生地：軟綿綿城郊外的樹鶯橫丁
- 身高：4個他最愛的香蕉冰淇淋杯子高
- 體重：跟軟綿綿城田中採收的3根胡蘿蔔一樣
- 性格：好奇心旺盛、有點漫不經心&一點愛管閒事

## 動畫
2008年，在香港三麗鷗數碼公司以及Dream Cortex製作的三維空間電腦動畫《Hello Kitty愛漫遊》出鏡
2022年，在《凱蒂貓和她的朋友們》（英語：Hello Kitty and Friends Supercute Adventures）第4季首次出鏡，在《凱蒂貓和她的朋友們》帕恰狗和酷洛米、美樂蒂、大耳狗、布丁狗、凱蒂貓、酷企鵝、大眼蛙、巧克貓（Chococat）等多個三麗鷗角色是朋友，該動畫由巴西動畫工作室Split Studio製作

## 書籍
- 《ポチャッコのことばさがし》三麗鷗，1996年 ISBN 4387960795
- 《ポチャッコのうみのなかまたち》三麗鷗，1997年 ISBN 4387970847
- 《ポチャッコなぞなぞにちょうせん》三麗鷗，1995年 ISBN 4387950072
- 《ポチャッコのすてきなおりがみ》三麗鷗，1995年9月 ISBN 4387950331

## 得獎名次
- 2025年三麗鷗萌星大賞第3位 (香港區笫6名 . 中國區第4名 . 韓國冠軍 . 台灣及美國笫3名)
- 2024年三麗鷗萌星大賞第2位 (香港及中國區第4名 . 韓國冠軍)
- 2023年三麗鷗萌星大賞第4位 (香港區冠軍 . 中國及韓國區季軍)
- 2022年三麗鷗萌星大賞第4位
- 2021年三麗鷗萌星大賞第3位
- 2020年三麗鷗萌星大賞第3位 (香港區季軍)
- 2019年三麗鷗萌星大賞第5位 (香港區第四名)
- 2018年三麗鷗萌星大賞第6位 (香港區第五名)
- 2017年三麗鷗萌星大賞第10位
- 2016年三麗鷗萌星大賞第11位
- 2015年三麗鷗萌星大賞第15位
- 2014年三麗鷗萌星大賞第14位
- 2013年三麗鷗萌星大賞第14位
- 2012年三麗鷗萌星大賞第13位
- 2011年三麗鷗萌星大賞第10位
- 2010年三麗鷗萌星大賞第8位
- 2009-2001年三麗鷗萌星大賞10名外
- 2000年三麗鷗萌星大賞第10位
- 1999年三麗鷗萌星大賞第8位
- 1998年三麗鷗萌星大賞第6位
- 1997年三麗鷗萌星大賞第4位
- 1996年三麗鷗萌星大賞第2位
- 1991-1995年三麗鷗萌星大賞冠軍
- 1990年三麗鷗萌星大賞第6位

## 外部連結
- 帕恰狗 官方網站 （页面存档备份，存于） - サンリオ
- 帕恰狗 官方的Facebook專頁
  - ポチャッコ - サンリオ（2005年10月30日時点のインターネットアーカイブキャッシュ）
- ポチャッコ （页面存档备份，存于） - サンリオピューロランド
- おのうえ 稔 キュートキャラクターの世界 （页面存档备份，存于） - 初代デザイナーおのうえ 稔のホームページ（妻はるるる学園デザイナー）
- ポチャッコのページ - 八千代銀行（2016年3月4日付けのアーカイブキャッシュ）
- pochacco.comに関するWIPOの裁定（英文） （页面存档备份，存于）